# لی هکسل
لی هَـکسِـل (انگلیسی: Lee Haxall) تدوین‌گر فیلم اهل ایالات متحده آمریکا است.
از فیلم‌ها یا مجموعه‌های تلویزیونی که وی در آن‌ها نقش داشته است می‌توان به ملاقات با فاکرها، دیوانه‌وار، احمقانه، عشق، برت واندراستون باورنکردنی، امشب منو ببر خونه، پرورش شکست‌خورده و ان‌سی‌آی‌اس: لس‌آنجلس اشاره نمود.